# 台州列岛
台州列岛，又稱為大陳列島，是由上大陈岛和下大陈岛、一江山島、以及“下屿”等周圍島嶼组成的群島。隶属于浙江省台州市椒江区大陈镇，位于台州湾洋面距椒江海门港29海里处。它在1951年至1955年曾是中華民國浙江省政府所在地。1955年1月18日，解放军发起大陈列岛战役，攻佔一江山島及大陳島等主要島嶼後，取得浙江沿海島嶼之控制權。
台州列岛有两个中国领海基点。 
- 台州列岛（1）28°23.9′N 121°55.0′E / 28.3983°N 121.9167°E
- 台州列岛（2）28°23.5′N 121°54.7′E / 28.3917°N 121.9117°E

2006年中国人民解放军海军在岛上竖立了领海基点石碑。

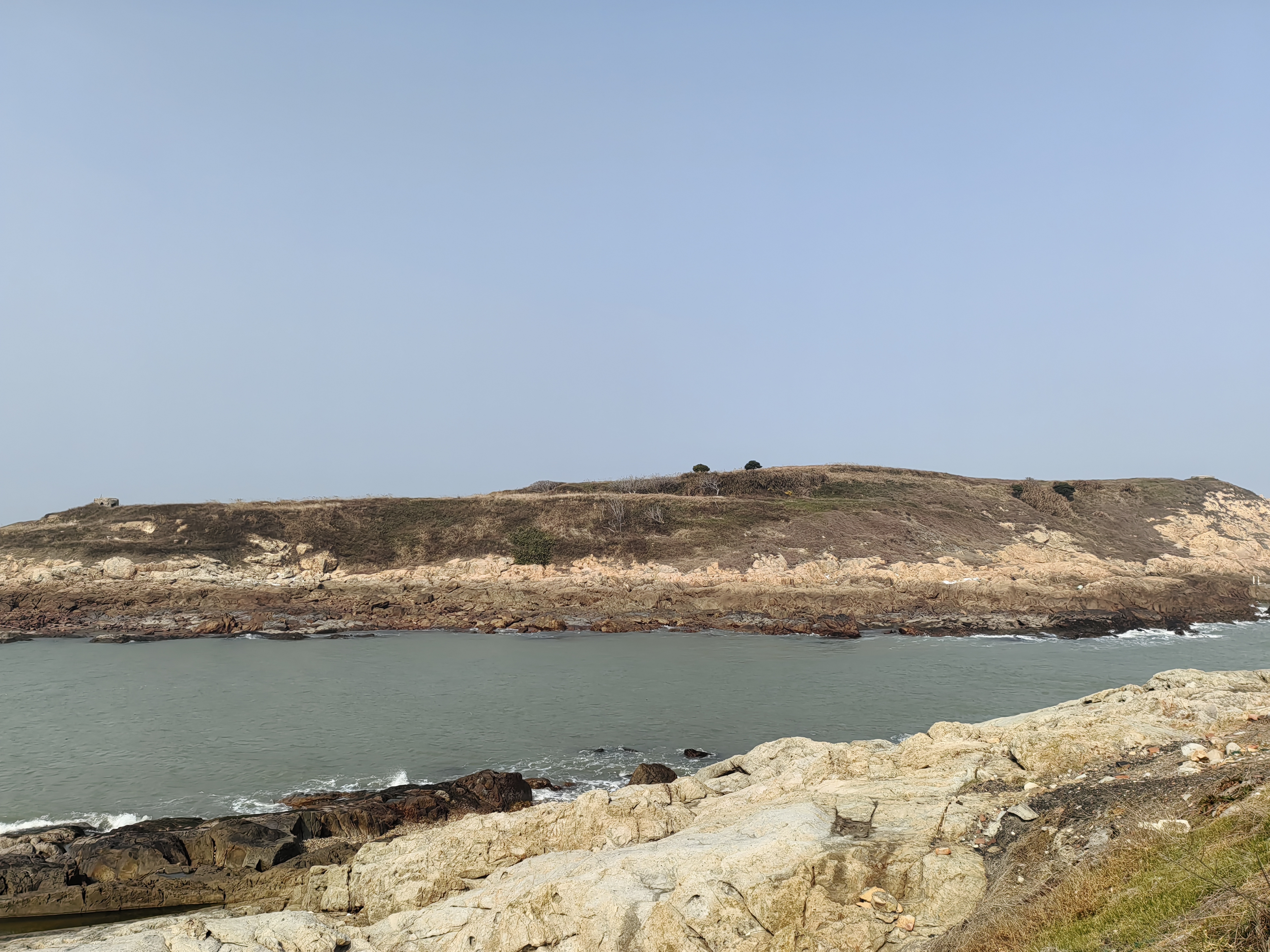
自下大陳島望見的黄屿。兩島嶼均屬台州列島